# Túi đeo chéo

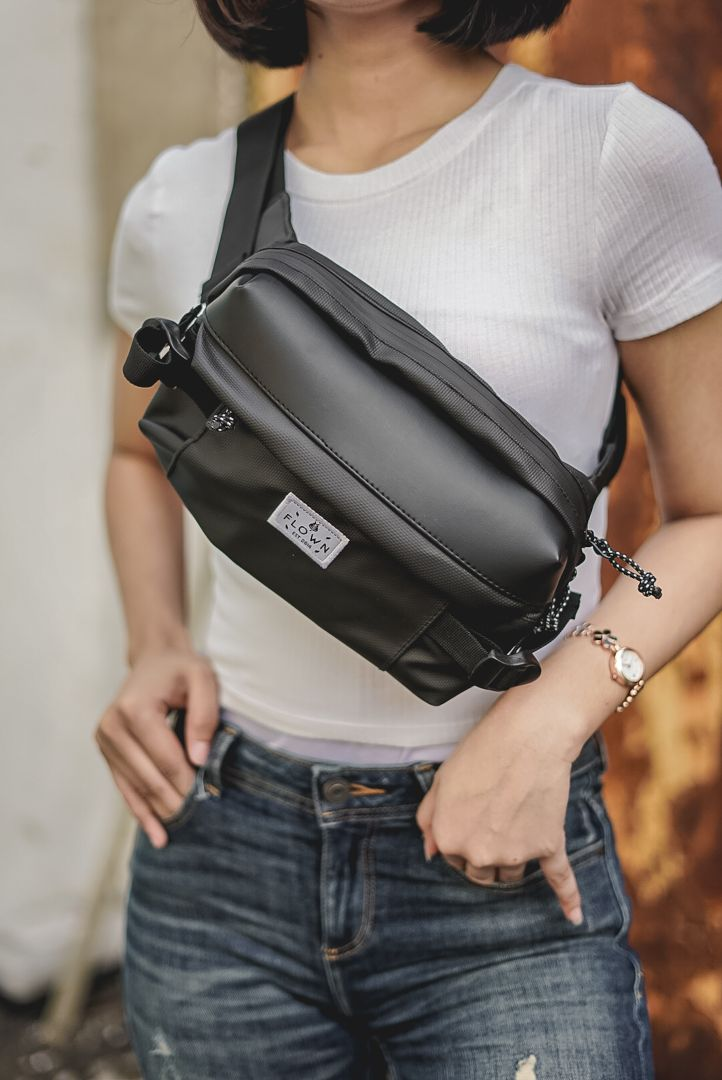
Một chiếc túi bao tử

Túi đeo chéo (Fanny pack) hay còn gọi là túi đeo hông hay túi bao tử (Belly bag) hay còn gọi với nhiều tên khác như túi đeo thắt lưng hoặc túi đeo vai là một chiếc túi vải nhỏ đeo như một chiếc thắt lưng quanh eo bằng cách sử dụng một dây đeo phía trên hông thường được cố định bằng một loại khóa. Đôi khi, dây đeo có bộ phận trượt ba chiều, giúp chúng có thể điều chỉnh để vừa vặn. Loại túi này có thể được coi là một chiếc ví đeo quanh eo. Mặc dù theo truyền thống, chiếc túi này được đeo với mặt túi ở phía trước, nhưng theo tên riêng của người Mỹ và người Anh thì bắt nguồn từ thực tế là chúng thường được đeo với hướng túi phía trên mông. Theo truyền thống, kiểu túi này được đeo ở phía trước cơ thể, để mọi người có thể tự bảo vệ mình trước nạn trộm cắp, móc túi vì nó luôn trong tầm mắt, dễ trông chừng thay vì đeo ở sau lưng. Loại túi gắn vào thắt lưng đã được sử dụng từ thời cổ đại ở nhiều nền văn hóa. Một nguồn gốc là túi da trâu của người Mỹ bản địa được sử dụng thay vì may túi vào quần áo. Túi da trâu cũng có thể được đeo ở cổ tay hoặc đeo ở phía trước ngực bằng dây đeo cổ hoặc dây buộc. Năm 1954, một chiếc túi đeo hông bằng da của dân trượt tuyết đã xuất hiện trong cuốn hướng dẫn mua sắm Giáng sinh.

## Tổng quan
Túi đeo thắt lưng từ lâu đã được sử dụng trên khắp thế giới, bức tranh từ vài thế kỷ trước cho thấy những công dụng khác nhau của món phụ kiện này. Vào năm 1991, các nhà khảo cổ học đã phát hiện ra rằng người xưa thực sự mang một chiếc túi đeo thắt lưng, trong đó chứa những mảnh vụn, đá lửa và nấm khô cùng các vật dụng cá nhân khác,đây có thể là nguyên mẫu sớm nhất của chiếc túi đeo chéo. Những chiếc túi tương tự như túi đeo chéo đã xuất hiện ở các nền văn minh cổ đại như Ai Cập cổ đại và La Mã cổ đại. Ngày nay, nhiều người thường sở hữu một chiếc túi nhỏ xinh để đeo khi đi du lịch, loại túi này cũng có thể được đeo đơn giản như một phụ kiện thời trang. Loại túi này thường dùng khi cần phải mang vác đồ đạc, trong cuộc sống hàng ngày hoặc trong những chuyến phiêu lưu đặc biệt, là một chiếc túi đeo thắt lưng nhẹ cho mục đích sử dụng linh hoạt, đặc biệt là cho phép nhét các vật dụng cần thiết của mình vào đó. Loại túi này đã được tìm thấy là túi đựng thuốc của người Mỹ bản địa, đó là một chiếc túi da trâu được sử dụng thay cho túi quần áo, được chế tạo để đựng thuốc và những thứ cần thiết khác, chúng thường được đeo quanh cổ tay hoặc quấn quanh cổ.